# Esher
Esher és una localitat situada al comtat de Surrey, a Anglaterra, amb una població estimada a mitjan 2016 de 51.239 habitants. Està situada al centre de la regió Sud-est d'Anglaterra, prop de la ciutat de Guildford -la capital de comtat i de la regió- i a poca distància a sud del riu Tàmesi i de Londres.